# Renate Spitzner
Renate Spitzner (* 28. Mai 1943 in Prag) ist eine österreichische Komponistin (ÖGZM), Musikerin, Musikpädagogin und Musiktherapeutin. Sie begründete die „Musisch-soziale Methode“ und initiierte den  „Freiwilligenausweis“.
Spitzner studierte Violine, Orgel, Klavier, Trompete, Musikpädagogik, Komposition und Musiktherapie in Wien. Sie ist Absolventin der Universität für Musik in Wien.

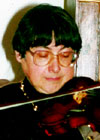
Renate Spitzner mit Violine

Bei ihrer Arbeit im psychiatrischen Krankenhaus Baumgartnerhöhe in Wien entwickelte sie die „musisch-soziale Methode“, bei der Patienten und Berufsmusiker gemeinsam musizieren. Für das gemeinsame Musizieren werden Werke der Klassik für die Bedürfnisse der Patienten adaptiert als auch neu geschrieben. Die „Musisch-soziale Methode“ wurde das erste Mal 1992 im Rahmen der UNO-Dekade der Behinderten Wien-Japan öffentlich anerkannt.
Renate Spitzner ist die Mutter des Komponisten Gerald Spitzner.

## Auszeichnungen
- Künstlerische Anerkennung durch die Tschechoslowakische Republik, Uraufführung der Komposition „Praha“ für Violine solo anlässlich der Eröffnung des Tschechoslowakischen Expo-Pavillons aus Brüssel in Prag 1959[2]
- Zum 50. Jahrestag des Zentrums in Wien 1 (Freyung 6, Stiege 1 Tür 5) wurde Renate Spitzner 2001 zum UNO Jahr der Freiwilligen der 1. Preis für Kultur für soziales Engagement von der Republik Österreich verliehen.[1]
- 2006: Silbernes Verdienstzeichen des Landes Wien, verliehen am 20. September 2006 durch Gesundheitstadträtin Mag. Renate Brauner für die Entwicklung und jahrelange Umsetzung der „Musisch-sozialen Methode“.[3]

## Werke (Auszug)

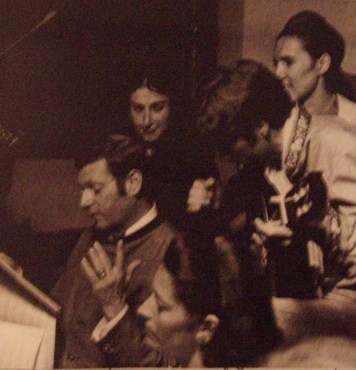
Renate Spitzner mit Komponisten Gerhard Lampersberg am Tonhof

- Zum UN-Jahr des Delphins: Delphin 1-10 für Violine und Klavier
- Barmherzigkeit – 800 Jahre Hl. Elisabeth
- Begegnung am Brunnen (2006, Wiener Rathaus, Wappensaal zur Ehrung für das Lebenswerk der Komponistin)
- 620 Kurzmessen für Kranke – Kyrie, Gabenbereitung, Kommunion
- Hoffnung für Violine und Viola (ÖGZM, Haydnsaal, Universität für Musik Wien)
- „Tonhofer Miniaturen - Widmung an Gerhard Lampersberg und Gattin Maja Weiss-Ostborn-Lampersberg“ für Solovioline (anlässlich der ORF-Reportage 1968)